# کریستین آندره
کریستین آندره (انگلیسی: Christian André؛ زادهٔ ۱۴ اوت ۱۹۵۰) بازیکن فوتبال اهل فرانسه است.
از باشگاه‌هایی که در آن بازی کرده‌است می‌توان به باشگاه فوتبال ستاره سرخ، باشگاه ورزشی مون‌پلیه، و باشگاه فوتبال پاری سن ژرمن اشاره کرد.